# Кочарі (фільм)
«Кочарі» (вірм. Քոչարի) — вірменський фільм, знятий в 1983 році на кіностудії «Арменфільм» (спільно з «Мосфільм», ТОВ «Дебют»).

## Сюжет
Приїзд героя в місто з далекої села стає приводом для збору старих друзів, які, живучи в одному місті, не зустрічаються роками.

## У ролях
- Азат Шеренц — Каро
- Леонард Саркісов — Сако
- А. Казарян — Саймон
- Агасій Бадалян — Григір
- Армен Хостикян — Армен

## Знімальна група
- Автор сценарію — Раміз Фаталієв
- Режисер — Рафаель Хостікян
- Оператор — Мікаель Варданов
- Композитор — Мартін Вардазарян[hy]
- Звукооператор — К. Курдіян
- Режисер — Л. Нахшкарян
- Художник по костюмах — М. Максапетян
- Помічник режисера — В. Бадасян
- Асистент оператора — К. Айвазян
- Установка — С. Ганяв
- Редактор — В. Злоякісний
- Директор — Аїда Нуріджанян